# Бинаско
Бинаско (итал. Binasco) је насеље у Италији у округу Милано, региону Ломбардија.
Према процени из 2011. у насељу је живело 7102 становника. Насеље се налази на надморској висини од 99 м.

## Становништво
| 1931. | 1936. | 1951. | 1961. | 1971. | 1981. | 1991. | 2001. | 2011. |
| ----- | ----- | ----- | ----- | ----- | ----- | ----- | ----- | ----- |
| 2.716 | 2.740 | 3.293 | 4.277 | 5.666 | 5.711 | 6.437 | 6.921 | 7.158 |